# Libotonius
Libotonius è un genere di pesci ossei estinto, appartenente ai percopsiformi. Visse nell'Eocene medio (circa 48 - 40 milioni di anni fa) e i suoi resti fossili sono stati ritrovati in Nordamerica.

## Descrizione
Questo pesce era di dimensioni molto piccole, e raramente raggiungeva i 5 centimetri di lunghezza. La testa di Libotonius era piuttosto alta e profonda, mentre le fauci non erano molto ampie. La pinna dorsale era a forma di triangolo smussato, ed era posta all'incirca a metà del corpo. Le pinne pettorali e le pinne ventrali erano molto vicine fra loro; la pinna anale era triangolare, opposta obliquamente alla pinna dorsale.

## Classificazione
Libotonius era un rappresentante dei percopsiformi, un gruppo di pesci teleostei attualmente rappresentati da varie forme tra cui i trout-perch degli specchi d'acqua dolce nordamericani. Libotonius era a tutti gli effetti uno stretto parente di questi ultimi, anche se è classificato in una famiglia a sé stante (Libotoniidae). 
Il genere Libotonius venne descritto per la prima volta da Wilson nel 1977, sulla base di resti fossili ritrovati in Columbia Britannica; la specie tipo è Libotonius blakeburnensis, ma lo stesso Wilson due anni dopo descrisse anche la specie L. pearsoni, proveniente dallo Stato di Washington.